# Immanuel Aboab

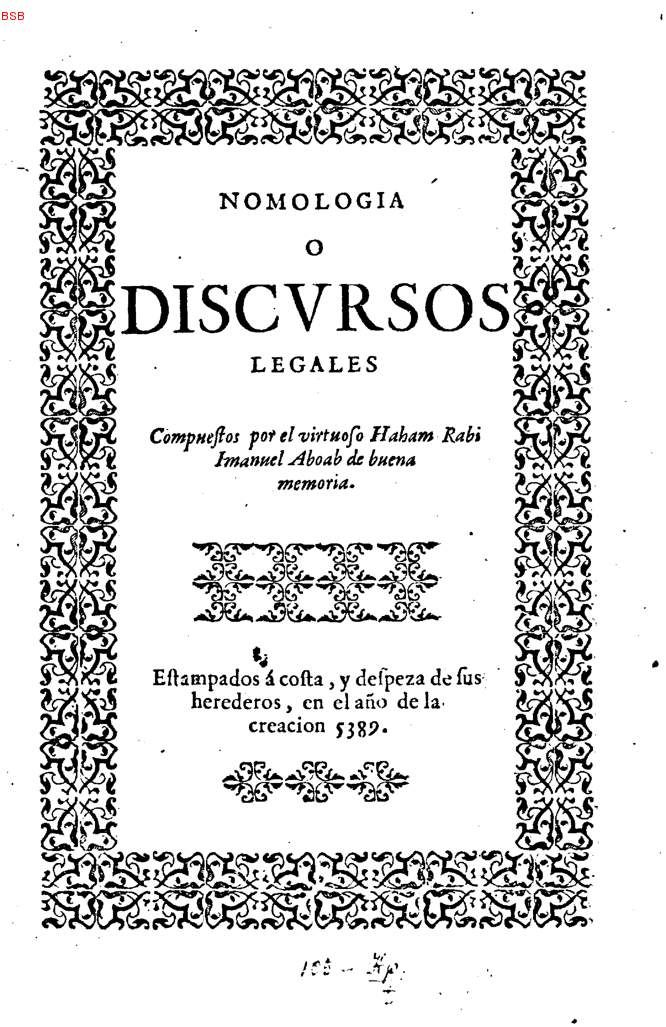
Nomologia o Discursos Legales (1629).

Immanuel Aboab (hebrejsky עמנואל אבוהב Imanuel Abuhav) (1555 Porto – 1628 Benátky) byl portugalský sefardský rabín a myslitel. Byl pravnukem Izáka Aboaba z Kastilie.

## Život
Narodil se v Portu. Brzy osiřel a tak ho vychovával jeho dědeček Abraham Aboab. Později odešel do Itálie. Nejdříve pobýval nějakou dobu v Pise, poté na Korfu, kde navázal přátelství s Oraziem del Monte, synovcem vévody z Urbina. V Reggio Emilia se seznámil s Menachemem Azarijou da Fano. Později působil ve Spoletu i jinde v Itálii. Nakonec se usadil v Benátkách. Zde v roce 1603 hájil židovství a Talmud při otevřeném teologickém sporu s katolickou církví. Zemřel v Benátkách roku 1628.

## Dílo
Aboab měl v úmyslu odejít do Palestiny a vydat tam svůj Opus magnum, Království intelektu a Základy pravdy, jež sepsal na obranu Talmudu. Byl autorem obhajoby tradičního práva a chronologického seznamu exponentů tohoto zákona. Na tomto pojednání pracoval přes deset let a oficiálnbě vyšlo roku 1625. Další vydání vydali jeho potomci usazení v Amsterdamu roku 1629 (2. vydání, ibid., 1727), pod názvem Nomologia o Discursos Legales, Compuestos por el Virtuoso Hakam Rabi Imanuel Aboab de Buena Memoria. Rukopis tohoto díla se dochoval v knihovně Historické akademie v Madridu.